# František Kryštof
Brigádní generál František Kryštof (29. března 1891 Týniště nad Orlicí – 20. června 1960 Hradec Králové) byl český voják, básník a spisovatel, československý legionář, dobrovolník Srbské armády a posléze pak příslušník čs. legií ve Francii během první světové války. Díky svému dobrovolnému přihlášení se do Srbské armády 27. července 1914, tedy den před začátkem samotného konfliktu, je uváděn jako vůbec první československý legionář bojující proti mocnostem Trojspolku. Díky svým básním jej lze řadit k představitelům legionářské literatury.

## Život

### Mládí
Narodil se v Týništi nad Orlicí nedaleko Hradce Králové v rodině Stanislava Kryštofa, obchodníka s uhlím a dřevem, a jeho ženy Kateřiny. Po vychození obecné školy odešel studovat gymnázium v Hradci Králové, kde poprvé projevil svůj básnický talent a byl členem studentského spolku Mansarda. Maturoval na gymnáziu ve Vysokém Mýtě, poté odešel ke studiu Právnické fakulty UK do Prahy. Na jednoroční vojenskou službu byl odveden roku 1910, posléze dosáhl hodnosti důstojník 5. dělostřeleckého pluku rakousko-uherského dělostřelectva v Kotorském zálivu. V armádě pak zůstal až do roku 1913. Splynul s jihoslovanským prostředím a následně pracoval jako bankovní úředník v Bělehradě.

### V srbské armádě
Dne 28. července 1914, když Rakousko-Uhersko vyhlásilo válku Srbsku, byl Kryštof přijat jako dobrovolník srbské armády, údajně na základě žádosti podané o den dříve. Díky svým vojenským zkušenostem byl ustanoven velitelem 3. baterie II. skupiny 2. praporu 3. polního dělostřeleckého pluku Dunavské divize. Na počátku srpna 1914 byl služebně vyslán do Černé Hory s vojenskou misí generála Boža Jankoviče, aby zde uplatnil své znalosti rakouských dělostřeleckých opevnění. Po dvouměsíčním přidělení k  obléhacímu dělostřelectvu v Lovčeni byl odvelen do služeb generálního štábu černohorské armády. Od prosince 1914 do  listopadu 1915 byl pak velitelem protiletadlové baterie v Cetyni.
Po kapitulaci Černé Hory v lednu 1916 černohorskou armádu ve Skadaru opustil, přičemž byl dekorován třemi stupni Řádu knížete Danila I. (V., IV, a I. st.), a zlatou a stříbrnou černohorskou medailí Za statečnost. Vrátil se k srbské armádě a byl zařazen k velitelskému štábu jejího 2. armádního sboru. Sympatizoval s myšlenkou vzniku samostatného Československa a působil jako dopisovatel a zplnomocněnec Národní rady v Paříži. Se srbskými jednotami prodělal následný strastiplný ústup přes hornaté území Albánie až do Řecka, respektive na Brity ovládaný ostrov Korfu. Po jistou dobu pobýval v Soluni, kde se setkal s dalšími československými dobrovolníky v srbské armádě.

### V československých legiích
Jakmile se pak ve Francii začal uskutečňovat projekt samostatné československé armády, odejel Kryštof s dalšími Čechy a Slováky ze Soluně do francouzského Cognacu, kde byl 9. května 1918 zařazen k 21. československému pluku a zanedlouho potvrzen v hodnosti nadporučíka. 10. června 1918 odešel s plukem na západní frontu v severní Francii, v říjnu byl účasten krvavé bitvy u Terronu.
Za vynikající činnost a chrabrost projevenou v bojích srbské armády byl vyznamenán Řádem Bílého orla V. stupně, Řádem sv. Sávy IV. stupně, zlatou medailí Miloš Obilič, za chrabrost a pamětními medailemi: za rat oslobodenia ujedinenia 1914–1918 a albánskou pamětní medailí. Jako příslušník československého vojska ve Francii byl vyznamenán Rytířským řádem čestné legie, Francouzským válečným křížem (Croix de guerre), medailí Comme-morative a Verdunskou medailí za účast v bojích u Verdunu. Rovněž se stal nositelem Československého válečného kříže 1914–1918, Revoluční a Vítězné medaile.

### V Československé armádě
Po skončení války v lednu 1919 odcestoval do nově vzniklé ČSR jako kapitán štábu československé divize ve Francie. S československými vojenskými sbory byl na jaře 1919 vyslán k boji v Československo-maďarské válce proti Maďarské republice rad na jižní slovenské hranici. Jako major byl pak přidělen v srpnu 1919 ke štábu generála Parise. Po krátkém působení v Památníku odboje a návratu k 21. pěšího pluku byl 1. prosince 1924 přeložen do kategorie důstojníků dělostřelectva. Od července 1925 sloužil u dělostřeleckého pluku 302, od roku 1927 jako poďplukovník dělostřelectva, roku 1928 se stal jeho velitelem. Roku 1929 byl povýšen byl na plukovníka. Od března 1933 byl velitelem 7. dělostřeleckého pluku. Roku 1936 byl povýšen na brigádního generála a velel 5. těžké dělostřelecké brigádě s umístěním ve slovenském Trenčíně.

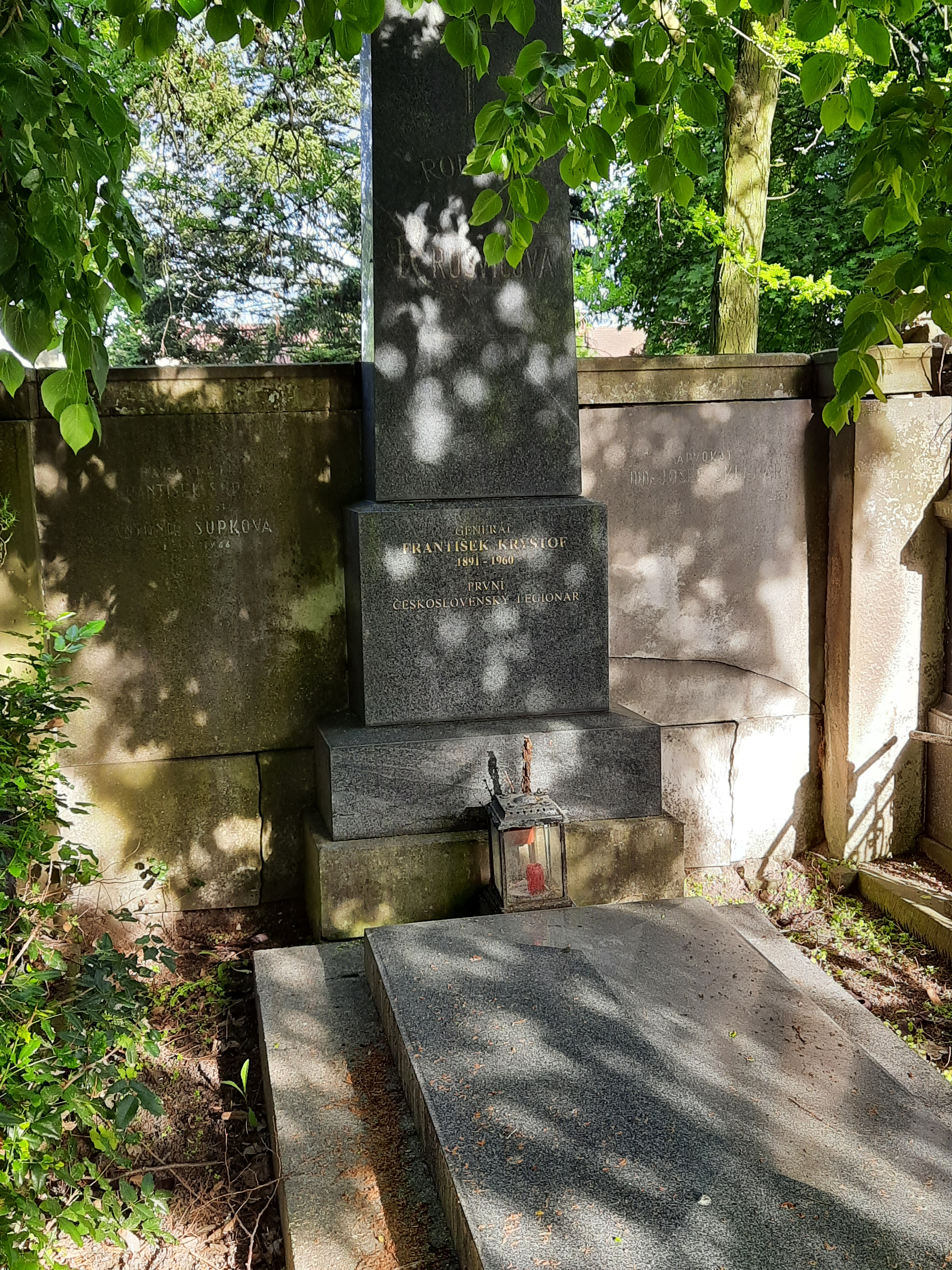
Hrobka rodiny Františka Kryštofa na hřbitově v Pouchově

Po obsazení tzv. Druhé republiky armádou roku 1938 a vzniku Protektorátu Čechy a Morava roku 1939 se jakožto vlastenec a voják se zapojil do odbojové činnosti proti německým okupantům v rámci organizace Obrana národa v rámci buněk v Brně a v Olomouci. Aktivně se rovněž účastnil povstání v květnu 1945 během osvobozování Olomouce.

### Po roce 1945
Po únoru 1948 a nastolení komunistického režimu v Československu začal být Kryštof pro svou prozápadní orientaci sledován StB a perzekvován. Roku 1949 byl pro údajnou činnost proti komunistickému zřízení uvězněn a odsouzen k nuceným pracím v pracovním táboře Mírov, poté byl vězněn také v pražské pankrácké věznici a věznici v Opavě. Propuštěn byl roku 1953. Závěr života strávil v Hradci Králové.

### Úmrtí
František Kryštof zemřel 20. června 1960 v Hradci Králové. Pohřben byl v hrobce rodiny své manželky na hřbitově v Pouchově na okraji Hradce Králové.

## Dílo
Básnické tvorbě se Kryštof věnoval téměž po celý svůj život: od gymnaziálních studií až do stáří. Hojně reflektoval dobu celého svého bojového nasazení v první světové válce, mj. v básních Na srbské straně. Roku 1927 sepsal dokumentární spis Lovčeň o svém působení na balkánské frontě.